# R.O.U
R.O.U株式会社（アールオーユー）は、千葉県千葉市に本社を置く日本の小売事業者で、イオン株式会社の子会社。

## 概要
「あそびの雑貨店」をコンセプトに、2010年からイオンリテール株式会社が運営していた「R.O.U」を分社化して設立された。「R.O.U」は「Rock Our Utopia」の略で、思いっきり、毎日の暮らしを楽しもうの意味がある。2010年4月にイオン津田沼ショッピングセンター（現：イオンモール津田沼（現在は撤退）と、イオンレイクタウンkaze（現在はイオンレイクタウンmoriに移転）にオープンし、本州のイオングループ店舗を中心に十数店舗運営している。

## 沿革
- 2010年4月 - イオンリテール株式会社が運営する店舗として、イオン津田沼ショッピングセンター（現：イオンモール津田沼（現在は撤退）と、イオンレイクタウンkaze（現在はイオンレイクタウンmoriに移転）にオープン[1]。
- 2014年12月 -  イオン株式会社が70%、イオンリテール株式会社が30%を出資して設立[2]。
- 2015年3月 - イオンリテール株式会社よりR.O.U事業を継承し、事業を開始[2]。